# 国际社会主义委员会
国际社会主义委员会（英語：International Socialist Commission或International Socialist Committee，缩写为ISC），有时也被称作齐美尔瓦尔德左派、齐美尔瓦尔德联盟、伯尔尼国际，是1920年代出现的一个由欧洲各国的社会主义政党组成的协调委员会。1915年9月5日—8日，第二国际左派和中派政党在瑞士齐美尔瓦尔德召开会议，通过一系列反战的宣言。大会决定在伯尔尼创建一个临时书记处，命名为国际社会主义委员会。安杰莉卡·巴拉巴诺夫、奥迪诺·莫尔加里、夏尔·奈纳和罗伯特·格林被选入委员会，格林为主席，巴拉巴諾夫负责讲不同语言的成员间的翻译沟通。1919年3月，在共产国际第一次代表大会上，巴拉巴諾夫作为国际社会主义委员会的代表出席会议，并宣读该委员会正式解散、同时加入共产国际的声明。

## 会议
| 会议             | 地点             | 日期               | 备注                                                       |
| ---------------- | ---------------- | ------------------ | ---------------------------------------------------------- |
| 齐美尔瓦尔德会议 | 瑞士齐美尔瓦尔德 | 1915年9月5日—8日   | 所有反战社会党代表召开的反战会议。                         |
| 昆塔尔会议       | 瑞士昆塔尔       | 1916年4月24日—30日 | 所有反战社会党代表召开的反战会议，第二次齐美尔瓦尔德会议。 |
| 斯德哥尔摩会议   | 瑞典斯德哥尔摩   | 1917年9月5日—12日  | 所有反战社会党代表召开的反战会议，第三次齐美尔瓦尔德会议。 |

## 附属政党和组织

### 协约国
- 義大利 意大利社会党（1915年10月12日加入）[1]
- 義大利 总工会[2]
- 美国 美国社会党（1915年12月27日退出）[3]
- 美国 美国社会党讲德语者团体[4]
- 美国 社会主义劳工党（1915年12月27日退出）[3]
- 英国 独立工党[4]
- 英国 不列颠社会党[4]
- 羅馬尼亞 罗马尼亚社会民主党[4]
- 塞尔维亚 塞尔维亚社会民主党[5]
- 葡萄牙 葡萄牙社会党（1915年12月27日退出）[3]
- 南非 国际社会主义联盟[4]
- 希腊 社会主义工人联盟[4]

#### 俄罗斯
- 俄国社会民主工党中央委员会（布尔什维克）[4]
- 俄国社会民主工党组织委员会（孟什维克）[4]
- 社会革命党（国际派）[4]
- 立陶宛、波兰和俄罗斯犹太工人总联盟[4]
- 波兰社会党—左翼[4]
- 波兰王国和立陶宛社会民主党[4]
- 拉脱维亚社会民主工党[4]
- 芬兰社会民主党（1917年6月15日加入）[6]
- 乌克兰社会革命党—斗争派[7]

### 中立国家
- 瑞士 瑞士社会民主党（1915年11月21日加入）[8]
- 瑞典 瑞典社会民主青年联盟[4]
- 挪威 挪威青年社会民主人士[4]
- 丹麦 社会民主青年联盟[4]
- 西班牙 马德里社会主义青年（西班牙语：Juventudes Socialistas de Madrid）[4]
- 荷蘭 革命社会主义联盟[9]

### 同盟国
- 保加利亚 保加利亚社会民主工党（紧密派社会主义者）[3]
- 保加利亚 保加利亚社会民主工党（广泛派社会主义者）[10]
- 保加利亚 保加利亚工会联合会[10]
- 德国 德国独立社会民主党[11]